# گذر زهره

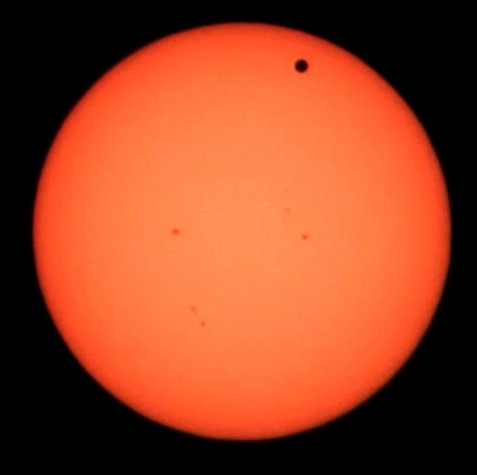
تصویر گذر زهره ساعت ۳:۳۱ به‌وقت ایران ۱۷ خرداد ۱۳۹۱

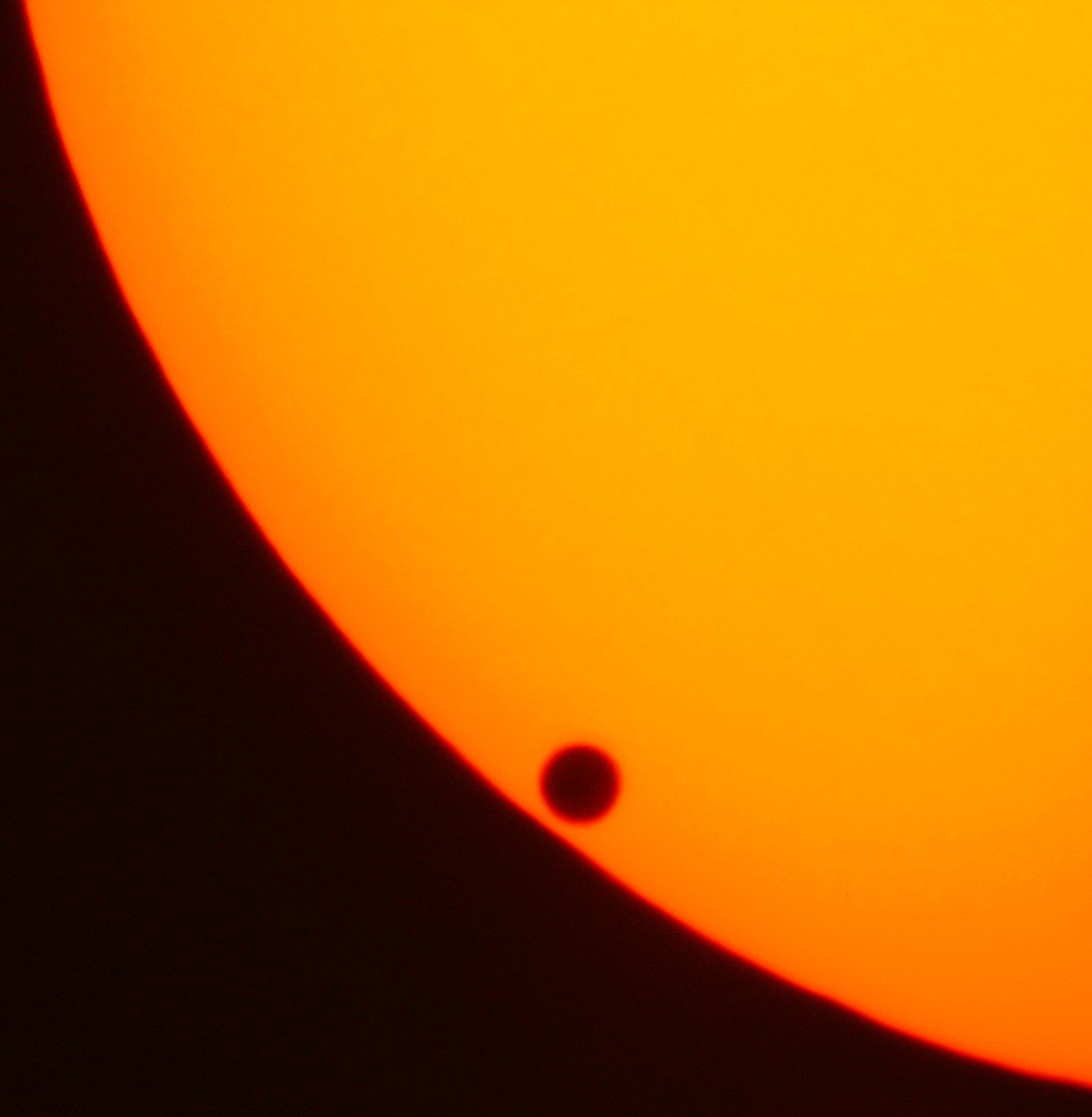
تصویری از گذر زهره در سال ۱۳۸۳ ه‍. ش

گذر زهره یا گذر ناهید به پدیدهٔ عبور سیارهٔ زهره از مقابل قرص خورشید (از دید زمین) گفته می‌شود.
گذرهای سیاره‌ای از مقابل خورشید از پدیده‌های کم‌یاب آسمانند که از دید ناظر زمینی تنها برای دو سیاره تیر و زهره (سیارات داخلی مدار زمین) رخ می‌دهند. گذرها پدیده‌هایی مثل خورشیدگرفتگی هستند، با این تفاوت که در خورشیدگرفتگی کامل، ماه تمام قرص خورشید را می‌پوشاند و دیگر نوری از خورشید به زمین نمی‌رسد، اما تیر و زهره آن قدر از زمین دورند که هنگام گذر مثل لکهٔ گرد سیاهی بر قرص درخشان خورشید دیده می‌شوند. موقع گذر، زمین، سیاره و خورشید بر یک خط قرار دارند. گذر تیر در هر قرن تا ۱۳ بار روی می‌دهد، اما گذر زهره به‌طور متوسط در هر ۱۱۶ سال دو بار با فاصله ۸ ساله روی می‌دهد. در بیشترین حالت هر قرن ۲ بار و در بدترین حالت، مانند قرن بیستم، هیچ گذری برای زهره روی نمی‌دهد.

## رصد گذر
گذر زهره (ناهید) که از نادرترین پدیده‌های نجومی است، به طوری که ممکن است در یک قرن حتی یک بار هم روی ندهد، به عنوان نمونه در قرن ۲۰ میلادی بشر از دیدن گذر زهره بی‌بهره ماند.
با توجه به موقعیت ناظر، زمان این پدیده می‌تواند ۷ ساعت کمتر یا بیشتر باشد. گذر زهره از جمله نادرترین پدیده‌ها در پیش‌بینی آسمانی است که به صورت جفت در فاصلهٔ هشت سال و هر جفت به فاصلهٔ بیش از یک قرن روی می‌دهد. آخرین گذر زهره در خرداد ۹۱ (ژوئن ۲۰۱۲) روی داد و جفت آن، گذر قبلی در خرداد ۸۳ (ژوئن ۲۰۰۴) بود. الگوی گذر زهره تا پیش از سال ۱۵۱۸م. به صورت فواصل ۸–۱۱۳٫۵ - ۸ - ۱۲۱٫۵ بوده‌است. طبق الگوی کنونی (تا سال ۲۸۴۶م) گذر زهره در فواصل ۸–۱۰۵٫۵ - ۸ - ۱۲۱٫۵ سال خورشید صورت می‌پذیرد و در دورهٔ بعد این الگو به صورت ۸–۱۰۵٫۵ - ۸ - ۱۲۹٫۵ درخواهد آمد.
برای مشاهدهٔ گذر زهره لزوماً نیاز به ابزار اپتیکی نیست بلکه با چشم غیرمسلح هم می‌توان این پدیده را مشاهده کرد. هنگام رصد چشم نباید مستقیماً به خورشید خیره شد، بلکه باید چشم یا ابزار اپتیکی مورد استفاده را به فیلترهای مخصوصی مجهز کرد تا از صدمه زدن امواج فرابفش و مضر به چشم جلوگیری شود. سیارهٔ زهره با کمی دقت به شکل لکهٔ گرد و سیاهی مشاهده می‌شود، به راحتی از لکه‌های خورشیدی قابل تفکیک خواهد بود؛ زیرا لکه‌های خورشیدی شکل منظمی ندارند و به اندازهٔ زهره تیره و سیاه رنگ نیستند.
هنگام گذر لکهٔ گرد و سیاه (البته با رعایت نکات ایمنی رصد خورشید)، لکهٔ زهره گرد و کاملاً تیره‌است، اما لکه‌های خورشیدی شکل دایره‌ای ندارند و تاریکی آن‌ها هرگز به اندازهٔ زهره نیست. گذر زهره چند ساعت طول می‌کشد.
برای رصد می‌تواند به محیط باز رفته، با انداختن نور خورشید از میان حفره‌ای در یک کارت بر روی دیوار، گذر را با دقت نظاره کرد.

## مراحل گذر

تصویر متحرک گذر زهره ۱۳۹۱، با توجه به مراحل چهارگانهٔ گذر

- تماس اول: لحظه‌ای که قرص سیاره از بیرون با خورشید مماس می‌شود. از این زمان گذر آغاز می‌شود.
- تماس دوم: حدود بیست دقیقه بعد که قرص سیاره از درون با خورشید مماس می‌شود.
- بعد از آن طی چند ساعت سیاره از مقابل خورشید حرکت می‌کند.
- تماس سوم: زمانی که قرص سیاره به لبهٔ دیگر خورشید می‌رسد.
- تماس چهارم: سرانجام سیاره با خورشید از بیرون مماس می‌شود و گذر به پایان می‌رسد.

## تاریخچهٔ محاسبات و رصد
منجمان چینی نخستین کسانی بودند که توانستند پدیدهٔ گذر را رصد کنند. به‌نظر می‌رسد در دورهٔ میانه، فارابی، حکیم بزرگ ایرانی، نخستین دانشمندی باشد که احتمالاً در سال ۹۱۰ میلادی گذر زهره را رصد کرده است. از طرف دیگر به نظر می‌رسد دانشمندانی همچون کندی، ابن بقا و ابن سینا نیز پدیده گذر زهره را به گونه‌ای پیش‌بینی و رصد کرده باشند. نخستین گزارش رصد گذر زهره توسط ابن سینا از گذر ۲۴ مهٔ ۱۰۳۲ میلادی با اشاره مستقیم و مختصر خود او در کتاب شفا قابل توجه‌است: «من زهره را مثل خالی بر صفحهٔ خورشید دیده‌ام».
از زمان اختراع تلسکوپ (۱۶۱۰ میلادی) تاکنون ۸ گذر اتفاق افتاده که آخرین آن در سال ۱۳۹۱ (۲۰۱۲ میلادی) رخ نمود:
- گذر دسامبر ۱۶۳۱ میلادی: در دوره‌های جدید نخستین بار کپلر در سال ۱۶۲۷ توانست وقوع گذر در ۶ دسامبر ۱۶۳۱ را پیش‌بینی کرد. اما در اروپا قابل رصد نبود؛ و با از قلم انداختن گذر ۱۶۳۹ توانسته بود گذر سال ۱۷۶۱ را نیز پیش‌بینی کند. کند.[۷]
- گذر دسامبر ۱۶۳۹ میلادی: دو منجم آماتور به نام‌های جرمی هاروکس و ویلیام کرب تری این گذر را در ۲۴ نوامبر ۱۶۳۹ به‌طور مستقل پیش‌بینی کردند و نخستین بار جرمی هاروکس بود که گذر زهره را رصد کرد.[۷]
- گذر ژوئن ۱۷۶۱ میلادی: این گذر را پیشتر کپلر با از قلم انداختن گذر هشت سال پیش از آن همراه با گذر ۱۶۲۷ پیش‌بینی کرده بود؛ که با تصحیح محاسبات او توسط هارکوس و کرابتری همراه با یافتن گذر سال پیش آن از نظر علمی تثبیت شد.
- گذر ژوئن ۱۷۶۹ میلادی: احتمالاً به‌دنبال یافته‌های کپلر و هارکوس و کرابتری، محاسبهٔ این گذر و گذرهای دیگر مشخص شده یا پی گرفته شد.

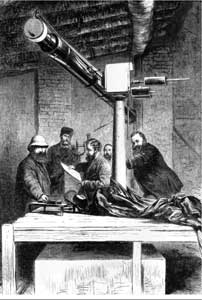
رصد گذر زهره سال ۱۸۷۴ توسط گروه آلمانی از اصفهان.

- گذر دسامبر ۱۸۷۴ میلادی: این سال که با ۱۲۵۳ خورشیدی برابر بود، به پیشنهاد «میرزا عبدالغفار خان نجم‌الدوله» (معلم علوم ریاضی دارالفنون)، دو گروه از منجمان آلمانی با تلسکوپ‌های خود برای رصد گذر زهره به ایران آمدند. یک گروه در تهران (طهران) روی بام کلاه فرنگی باغ سپهسالار زهره را رصد کردند که نجم‌الدوله که از منجمان و مهندسان بسیار موفق زمان خود بود، از معدود کسانی است که در آن سال گذر زهره را (۲۸ شوال سال ۱۲۹۱ قمری) رصد کرد.[۹] گروه دیگر هم به سرپرستی «گاستوفریچ» به اصفهان آمدند و در عمارت باغ زرشک اصفهان به رصد گذر زهره پرداختند. یادگار این گروه قطعات سنگی یابود سال ۱۸۷۴ است که اکنون در کلیسای وانک اصفهان نگهداری می‌شود.[۳]
- گذر دسامبر ۱۸۸۲ میلادی: دومین گذر قرن ۱۹ میلادی.
- گذر ژوئن ۲۰۰۴ میلادی: برابر با خردادماه سال ۱۳۸۳ خورشیدی نخستین گذر در سدهٔ میلادی اخیر.
- گذر ژوئن ۲۰۱۲ میلادی: برابر با خردادماه سال ۱۳۹۱ خورشیدی دومین و آخرین گذر سدهٔ میلادی اخیر.
- گذر ۲۱۱۷ میلادی: برابر با ۱۴۹۶ خورشیدی.

### گذر سال ۱۳۸۳

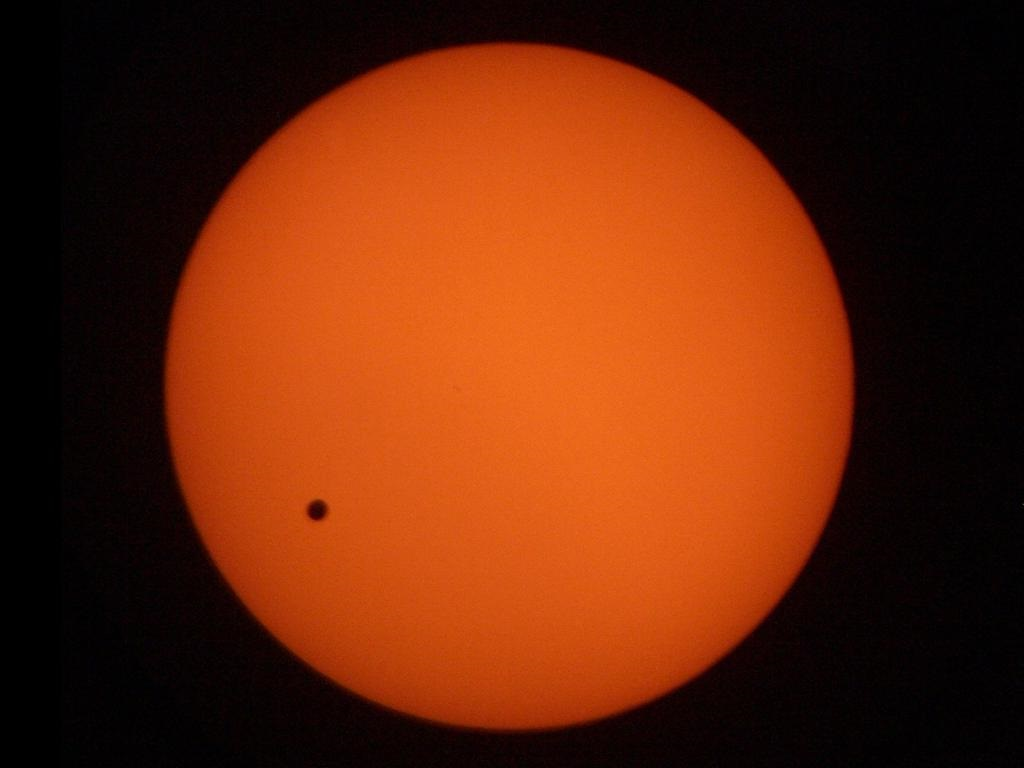
گذر زهره در سال ۱۳۸۳

روز سه‌شنبه ۱۹ خرداد ۱۳۸۳ سیارهٔ زهره پس از ۱۲۲ سال از مقابل خورشید گذشت. این گذر نخستین گذر زهره بعد از سال ۱۸۸۲ میلادی بود.
یکی از طرح‌های مهم علمی که در گذرهای پیشین زهره اجرا می‌شده، اندازه‌گیری فاصلهٔ زمین تا خورشید (واحد نجومی) بوده‌است. نخستین بار ادموند هالی (که دنباله‌دار معروف هالی به نام او شناخته می‌شود) با این روش یک واحد نجومی را اندازه گرفت. امروز فاصلهٔ زمین تا خورشید به دقت اندازه‌گیری شده‌است، اما این اندازه‌گیری در گذر سال ۱۳۸۳ به صورت آموزشی در برخی از کشورها اجرا شد. مهم‌ترین طرح‌های علمی برنامه‌ریزی شده برای گذر سال ۱۳۸۳، به بررسی جو زهره مربوط می‌شد. در طی این گذر قطر زهره از دید ناظر زمینی ۵۸ ثانیه قوس بود بنابراین با چشم غیرمسلح و با استفاده از عینک‌های رصد خورشید می‌شد این گذر را دید.

### گذر سال ۱۳۹۱

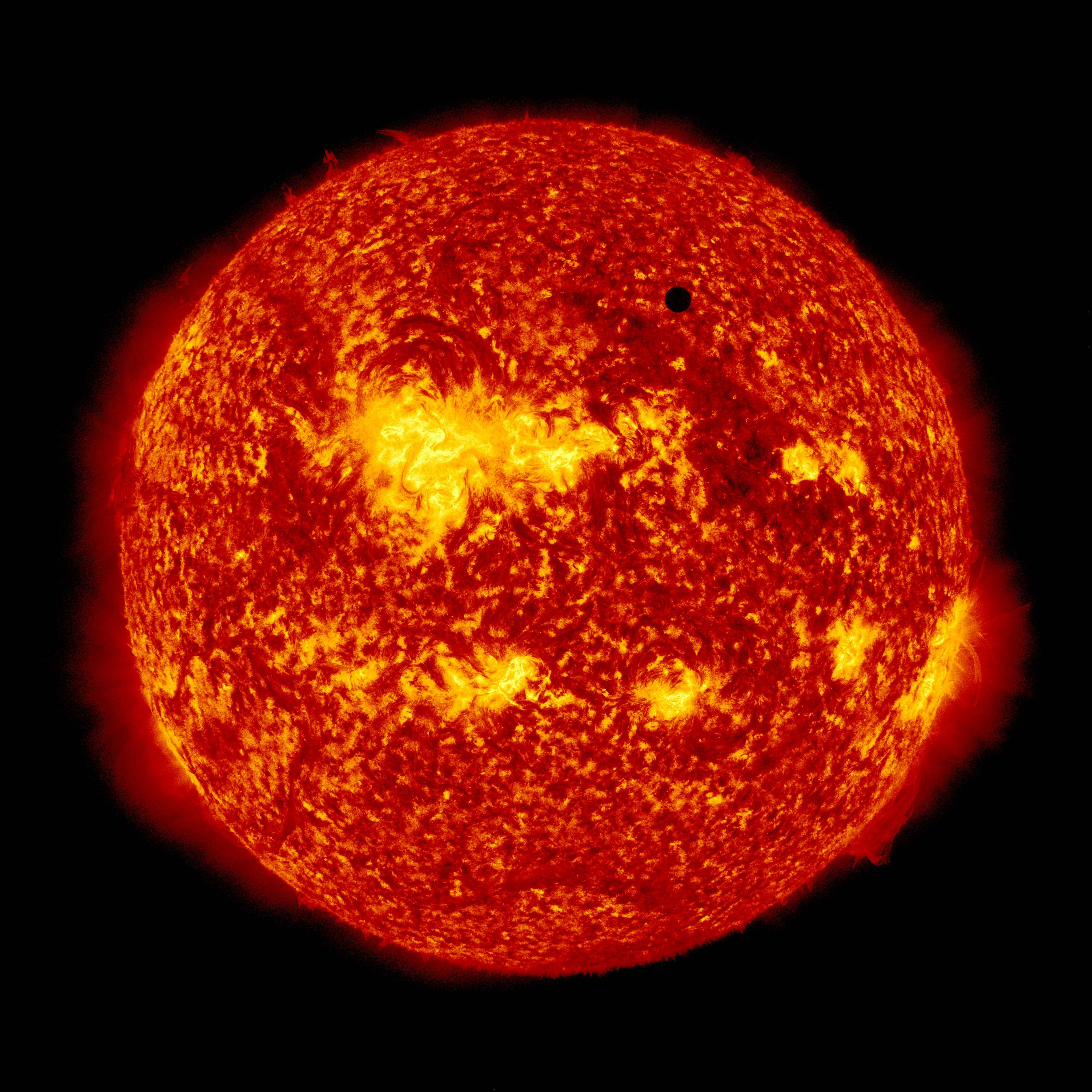
تصویر گذر زهره ۱۳۹۱ (۲۰۱۲ میلادی) گرفته شده توسط رصدخانهٔ دینامیک خورشیدی ناسا.

این گذر سیارهٔ زهره از ناحیهٔ شمالی خورشید در تاریخ ۱۷ خرداد ۱۳۹۱ از حدود ساعت ۲:۴۰ تا ۹:۲۰ بامداد به وقت ایران همزمان با ساعت ۲۲:۱۰ تاریخ ۵ ژوئن ۲۰۱۲ تا ساعت ۴:۵۰ تاریخ ۶ ژوئن ۲۰۱۲ به وقت جهانی (UT) است. آغاز گذر در سراسر آمریکای شمالی، هاوایی، مناطق انتهای شمالی و باختری آمریکای جنوبی، نوارهای شمالی و خاوری آسیا و استرالیا و زلاند نو بود. تماشاگران در آلاسکا، آسیا، استرالیا، بخش‌هایی از آفریقا و خاور اروپا نیز مکان‌هایی مناسب برای دیدن پایان گذر داشتند، در این گذر زمانی که زهره از قرص خورشید بیرون می‌رود.
در ایران تماس‌های اول و دوم سیارهٔ زهره با خورشید قبل از طلوع خورشید رخ خواهد داد و ساکنان ایران تنها قادر به مشاهده تماس‌های سوم و چهارم هستند که منطقهٔ سرخس و چابهار در ایران بهترین نقاط برای رؤیت هستند. در ایران در هنگام طلوع خورشید، سیارهٔ زهره به صورت نقطهٔ تیره‌ای در قسمت میانی خورشید قرار دارد و رفته رفته به قسمت بالایی خورشید نزدیک می‌شود و در نهایت از بالای خورشید خارج می‌گردد. گذر بعدی ۱۰۵ سال دیگر خواهد بود.

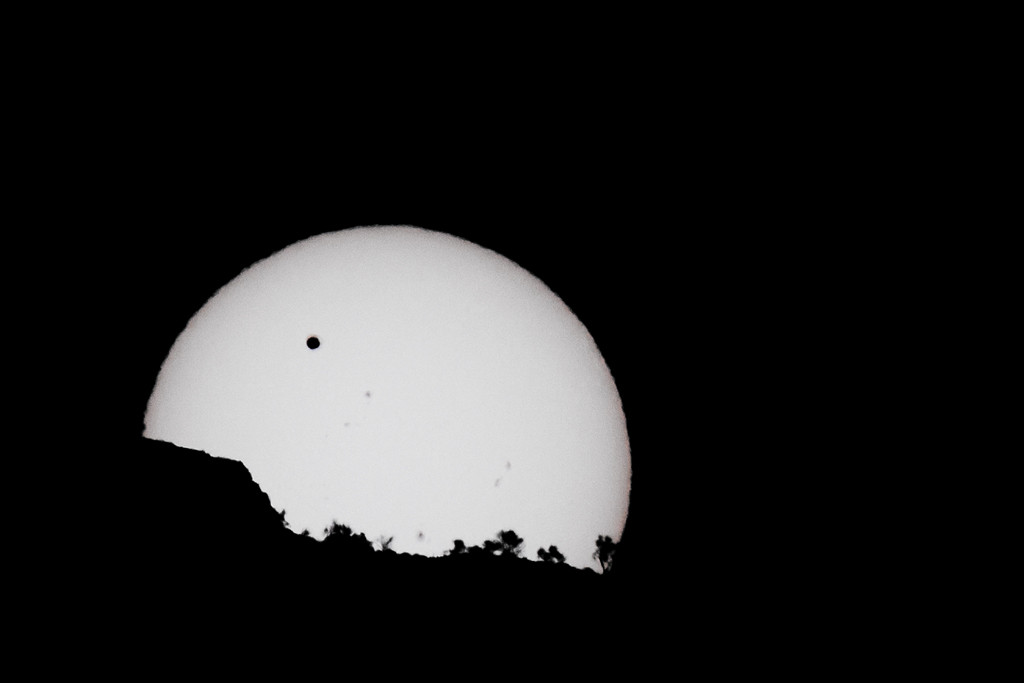
تصویر هنری گذر زهره ۱۳۹۱ (۲۰۱۲ میلادی)

این گذر نادرترین خورشیدگرفتگی شناخته شده‌است.
بهترین جا برای دیدن همهٔ مراحل گذر خاور دور و منظرهٔ گذر از سرسو حوالی جزایر مارکیز در اقیانوس آرام است.